# Prosphilus vansoni
Prosphilus vansoni är en skalbaggsart som beskrevs av Ferreira och Veiga-ferreira 1953. Prosphilus vansoni ingår i släktet Prosphilus och familjen långhorningar.
Artens utbredningsområde är:
- Botswana.
- Moçambique.
- Zimbabwe.

Inga underarter finns listade i Catalogue of Life.